# Gasteria glomerata
Gasteria glomerata es una especie de planta suculenta perteneciente a la familia Xanthorrhoeaceae. Es originaria de Sudáfrica.

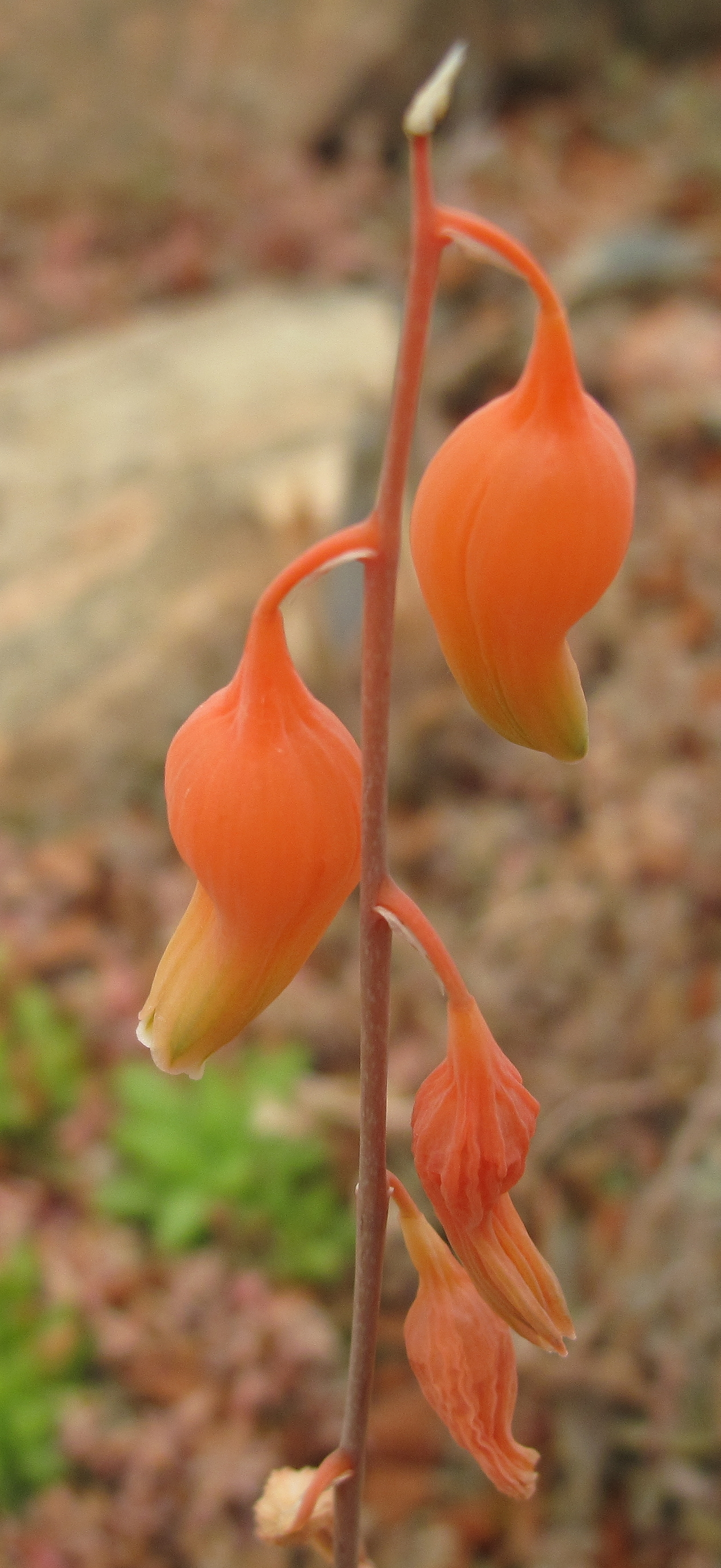
Inflorescencia

## Descripción
Son plantas sin tallo, decumbentes a erectas, de 15-40 x 20-50 (80) mm, la base forma densos grupos de hasta 200 mm de diámetro. Las hojas de 15-25 (50) mm de longitud y 15-20 (25) mm en la base amplia y firme, en forma de cinta a aovada. La superficie es glauca, sin manchas.  La epidermis lleva diminutos tubérculos. El ápice de la hoja es redondeado o  truncado. La inflorescencia en forma de racimo, de 120-200 mm de largo, con 8-20 flores colgantes. Las flores (periantio) son de color rosa rojizo, de 20–27 mm de largo, bulbosa en la base de poco más de la mitad de la longitud del perianto y hasta 10 mm de diámetro.  Una vez  polinizada, la cápsula, de 13-15 x 6 mm, se vuelve erecta. Sus semillas son de color negro, 2-3 x 1,5-2,0 mm.  Época de floración: en la primavera.

## Distribución y hábitat
El terreno de Gasteria glomerata es accidentado, inhóspito y las plantas se producen en vertical, en la  sombra, orientada hacia el sur en cornisas rocosas (500-700 m de altitud), en suelos pobres, ligeramente ácidos  y en los suelos de piedra arenisca con un pH de 6.4. Las plantas se producen en pequeñas o grandes agrupaciones densas.  El acantilado que habitan en el hábitat de G. glomerata es rico en especies de plantas suculentas bulbosas. La vegetación en la región se compone de matorral suculento.  Hierbas suculentas y asociados en el hábitat incluyen a Portulacaria afra, Adromischus cristatus var. schonlandii, Cotyledon tomentosa, Cotyledon velutina, Crassula cordata, Crassula cultrata, Crassula muscosa var. parvula y Haworthia translucens.  El clima es cálido en verano y templado en invierno sin heladas. Precipitaciones anuales de 300-400 mm, se producen en verano y en invierno, pero hay una tendencia a la sequedad en invierno.

## Taxonomía
Gasteria glomerata fue descrita por Ernst Jacobus van Jaarsveld y publicado en Bradleya; Yearbook of the British Cactus and Succulent Society 9: 100, en el año 1991.